# Paul Frank Baer
Paul Frank Baer (29. ledna 1894 Fort Wayne, Indiana, Spojené státy americké – 9. prosince 1930 Šanghaj) byl americký letec bojující v první světové válce, nejprve ve francouzském letectvu a později v rámci letecké sekce Spojovacího sboru Spojených států, což bylo tehdejší americké letectvo. Dosáhl devíti sestřelů (z toho dvou sdílených) a dalších sedm nárokoval. Svého prvního sestřelu dosáhl jako první příslušník amerického letectva a zanedlouho byl i jeho prvním leteckým esem. Všech svých sestřelů dosáhl v rámci amerických bojových jednotek. Zároveň jiní američtí občané už dříve dosáhli statutu leteckého esa v rámci letectev jiných států (viz Frederick Libby, Raoul Lufbery).

## Život
Narodil se roku 1894 ve Fort Wayne ve státě Indiana. Byl poslední čtvrté dítě Emmy B. Baer a železničního inženýra Alvina E. Baera. V letech 1912–1916 Baer pracoval jako mechanik ve společnosti Cadillac v Detroitu. Od července 1916 do února 1917 se účastnil trestné výpravy generála Pershinga do Mexika proti povstalecké armádě Pancha Villy.
Dne 20. února 1917 Baer dobrovolně vstoupil do francouzského letectva. Dne 10. června 1917 dokončil letecký výcvik. Od 14. srpna 1917 do 20. ledna 1918 Baer působil v rámci jednotky Escadrille SPA 80, která byla vyzbrojena letouny SPAD S.VII a SPAD S.XIII. V lednu 1918 se přesunul k Escadrille N. 124 (známé též jako Escadrille Lafayette) a v únoru 1918 se přesunul ke 103. letecké squadroně (103rd Aero Squadron) letecké sekce Spojovacího sboru Spojených států, působící ve Francii v rámci amerických expedičních sil. V té době jednotka působila v oblasti La Cheppe s letouny SPAD S.VII.

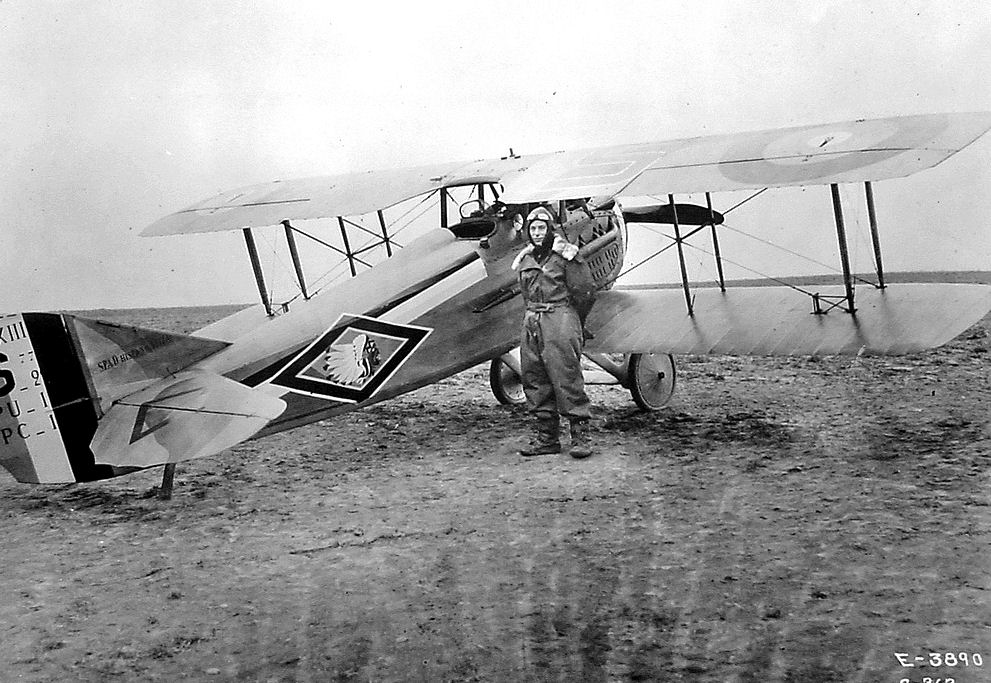
Kapitán Robert Soubiran se stíhacím letounem SPAD S.VII 103. letecké squadrony

Svého prvního sestřelu Baer dosáhl 11. března 1918. Zároveň to byl první sestřel dosažený příslušníkem Armádní letecké služby Spojených států amerických. Další sestřely následovaly 16. března, 6. dubna a 12. dubna 1918. Pátého vítězství dosáhl 23. dubna 1918 v 9:55 poblíž francouzské obce Saint-Gobain. Jeho obětí byl německý dvoumístný letoun Albatros C.VII. Stal se prvním Američanem, který se stal leteckým esem, přičemž všech svých sestřelů dosáhl v rámci amerických jednotek. Dne 8. května Baer sestřelil dva letouny a 21. května jeden. Dne 22. května 1918 Baer poblíž Armentières dosáhl devátého leteckého vítězství, ale sám přitom byl sestřelen a zbytek války strávil jako válečný zajatec. Ze zajetí byl propuštěn v listopadu 1918. Poté se vrátil do Spojených států amerických a na začátku roku 1919 americkou armádu opustil.
Za svou službu za prvné světové války získal několik ocenění. Francouzský prezident Raymond Poincaré mu udělil Řád čestné legie. Dále dostal franouzské vyznamenání Croix de guerre se sedmi palmami a americké vyznamenání Distinguished Service Cross s dubovými listy.
Do Spojených států amerických se Baer vrátil 4. listopadu 1919 na pasažérské lodi SS Nieuw Amsterdam. Nadále působil v letectví. Byl členem organizace American Flying Club. Usiloval o vznik dobrovolnické jednotky na pomoc Polsku ve válce s Ruskem. Živil se jako komerční pilot, mimo jiné v Jižní Americe, nebo jako inspektor na letišti v texaském Brownsville.
Roku 1930 se stal pilotem čínské společnosti China National Aviation Corporation. Dne 9. prosince 1930 havaroval s hydroplánem Loening C-2, když při vzletu z řeky Jang-c’-ťiang v Šanghaji zavadil o stožár džunky. Zemřel v nemocnici v Šanghaji. Při nehodě zemřeli další dva lidé a pět jich přežilo se zraněními. Dle vyjádření manažera letiště Wilbur Field J. Wayna Parkse měl mít Baer v době nehody nalétáno okolo 3500 hodin, přičemž nebyl spojen s žádnými incidenty.
Paul Frank Baer byl pohřben na hřbitově Lindenwood Cemetery v rodném Fort Wayne.
Roku 1941 bylo na jeho počest pojmenováno vojenské letiště ve Fort Wayne na Baer Field. Později se transformovalo v civilní letiště Fort Wayne International Airport.

## Vyznamenání
- Řád čestné legie
- Croix de guerre
- Distinguished Service Cross (USA) s dubovými listy (Oak Leaf Cluster)

## Dosažené sestřely
Citováho dle
| Pořadí | Datum           | Oponent           | Lokalita         | Poznámka               |
| ------ | --------------- | ----------------- | ---------------- | ---------------------- |
| 1.     | 11. března 1918 | Albatros D        | Cerney-les-Reims |                        |
| 2.     | 16. března 1918 | Albatros C        | Nogent l'Abbesse |                        |
| 3.     | 6. dubna 1918   | průzkumný letoun  | Somme-Py         |                        |
| 4.     | 12. dubna 1918  | Albatros D        | Proyart          |                        |
| 5.     | 23. dubna 1918  | Albatros C        | St. Gobain       | sdílený sestřel (0,5)  |
| 6.     | 8. května 1918  | dvoumístný letoun | Mont Kemmel      |                        |
| 7.     | 8. května 1918  | průzkumný letoun  | Mont Kemmel      |                        |
| 8.     | 21. května 1918 | Albatros          | Západně od Yper  | sdílený sestřel (0,25) |
| 9.     | 22. května 1918 | Albatros          | Laventie         | sám byl sestřelen      |